# Sibon
Sibon – rodzaj węży z podrodziny ślimaczarzy (Dipsadinae) w rodzinie połozowatych (Colubridae).

## Zasięg występowania
Rodzaj obejmuje gatunki występujące w Meksyku, Belize, Gwatemali, Salwadorze, Hondurasie, Nikaragui, Kostaryce, Panamie, Kolumbii, Wenezueli, Trynidadzie i Tobago, Gujanie Francuskiej, Brazylii, Ekwadorze i Peru, być może też w Gujanie i Surinamie. 

## Systematyka

### Etymologia
- Sibon (Sibynon): etymologia nieznana, Fitzinger nie wyjaśnił znaczenia nazwy rodzajowej[2]; być może pochodzi od łac. sibonis „rodzaj włóczni myśliwskiej”[8].
- Petalognathus: gr. πεταλον petalon „płatek metalu, blaszka”; γναθος gnathos „żuchwa”[4]. Gatunek typowy: Coluber nebulatus Linnaeus, 1758.
- Asthenognathus: gr. ασθενης asthenēs „nieistotny, słaby”, od negatywnego przedrostka α a; σθενος sthenos „siła, moc”[9]; γναθος gnathos „żuchwa”[10]. Gatunek typowy: Petalognathus multifasciatus Bocourt, 1884 (= Leptognathus dimidiatus Günther, 1872).

### Podział systematyczny
Do rodzaju należą następujące gatunki:
- Sibon annulatus (Günther, 1872)
- Sibon anthracops (Cope, 1868)
- Sibon argus (Cope, 1875)
- Sibon ayerbeorum Vera-Pérez, 2019
- Sibon bevridgelyi Arteaga et al., 2018
- Sibon canopy Arteaga & Batista, 2023[11]
- Sibon carri (Shreve, 1951)
- Sibon dimidiatus (Günther, 1872)
- Sibon dunni J.A. Peters, 1957
- Sibon irmelindicaprioae Arteaga & Batista, 2023[11]
- Sibon lamari Solórzano, 2001
- Sibon leucomelas (Boulenger, 1896)
- Sibon linearis Pérez-Higareda, López-Luna & H.M. Smith, 2002
- Sibon longifrenis (Stejneger, 1909)
- Sibon manzanaresi McCranie(inne języki), 2007
- Sibon marleyae Arteaga & Batista, 2023[11]
- Sibon merendonensis Rovito, Papenfuss & Vásquez-Almazán, 2012
- Sibon miskitus McCranie, 2006
- Sibon nebulatus (Linnaeus, 1758)
- Sibon noalamina Lotzkat, Hertz & G. Köhler, 2012
- Sibon perissostichon G. Köhler, Lotzkat & Hertz, 2010
- Sibon vieirai Arteaga & Batista, 2023[11]